# Шон Ливингстон
Шон Ливингстон (енгл. Shaun Livingston; Пиорија, Илиноис, 11. септембар 1985) амерички је кошаркаш. Игра на позицијама плејмејкера и бека, а тренутно је без ангажмана.
Изабран је као четврти пик НБА драфта 2004. од стране Лос Анђелес клиперса. На утакмици 2007. године, Ливингстон је претрпео тешку повреду левог колена, и то га је одвојило од терена годину и по дана. Ливингстон је претходно играо за Мајами Хит, Оклахома Сити тандер, Вашингтон визардсе, Шарлот бобкетс, Милвоки баксе, Кливленд кавалирсе и Бруклин нетсе.
Највише успеха је остварио са Голден Стејтом, када је 2015. освојена прва НБА титула од 1975. године.

## Успеси

### Клупски
- Голден Стејт вориорси:
  - НБА (3): 2014/15, 2016/17, 2017/18.